# 迪斯特爾米爾巴赫河

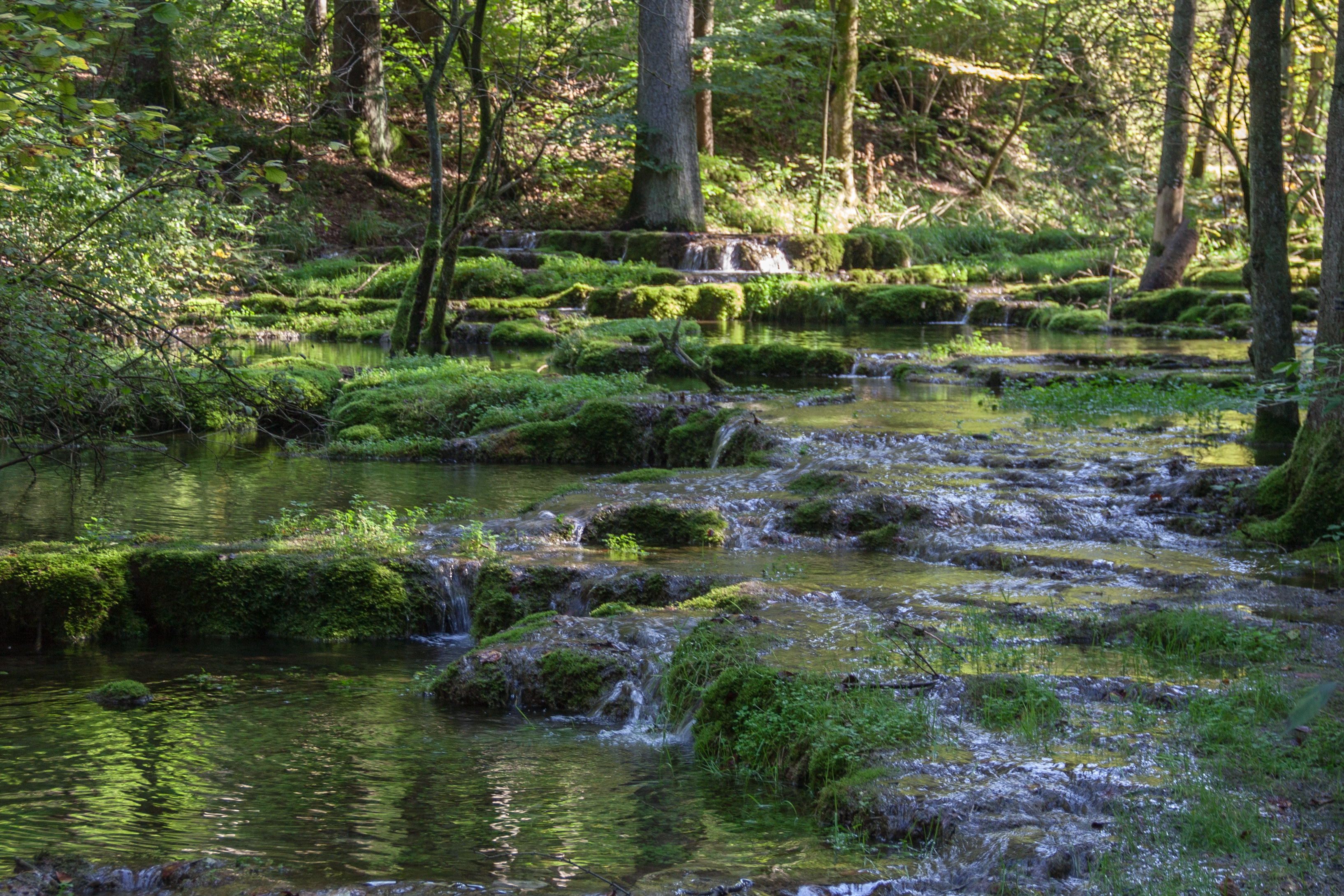

49°02′18″N 11°21′35″E / 49.03829°N 11.35979°E
迪斯特爾米爾巴赫河（德語：Distelmühlbach），是德國的河流，位於該國東南部，由巴伐利亞負責管轄，屬於施瓦察赫河的支流，河道全長2.6公里，流域面積12.4平方公里。